# Athénée de Pontevedra
L' Athénée de Pontevedra (Ateneo de Pontevedra) est une association culturelle de référence dans la ville de Pontevedra, en Espagne. Ses activités s'adressent à toutes les personnes intéressées par le développement humain, social et culturel de leur temps.

## Historique
L'Athénée de Pontevedra a eu comme date de constitution du comité de gestion le 25 octobre 1965. Plus d'un tiers du groupe fondateur était constitué de professeurs des deux lycées de la ville (le lycée Valle-Inclán et le lycée Sánchez Cantón): José Ramón Alonso Rubiera, Pablo Carpintero Orgnero, José Filgueira Valverde, Marcelino Jiménez Jiménez, Isidoro Millán Gonzáles-Pardo, Esteban Rodríguez Salazar, Federico Cifuentes Pérez, Manuel Sänchez Méndez et Gonzalo Torrente Ballester, qui a été l'auteur du manifeste de présentation au public et qui n'a cessé d'encourager son activité jusqu'à son départ aux États-Unis d'Amérique quelques mois plus tard.
Le 18 novembre 1965, sa session inaugurale a eu lieu en présence de l'écrivain roumain Vintila Horia.
Le 18 novembre 1966 son premier conseil d'administration, dirigé par Alfonso Zulueta de Haz, a été élu. Au total, vingt-et-un membres y ont participé, grâce à la formation d'un conseil démocratique, qui avait une grande diversité idéologique: de la fidélité incontestable à l'Espagne franquiste à la sympathie pour le marxisme ou pour la démocratie chrétienne.

### Les premières années
La plupart de ses membres faisaient partie du Ciné-club de Pontevedra, né onze ans auparavant. Son prestige était énorme et ses locaux étaient un point de rencontre accueillant pour ses membres.
C'est Pío Cabanillas Gallas (sous-secrétaire à l'information et au tourisme) qui a présidé son inauguration.

### Des années 1970 à nos jours
L'Athénée a été dirigé par Juan Vidal Fraga, grand expert en échecs, qui a dirigé pendant douze ans l'organisation presque sans activité jusqu'à ce qu'il donne la présidence au docteur Jesus Diaz Bustelo, en 1982. Ce changement de présidence a été la clé de la relance de l'Athénée, car on a versé près de 200 000 pesetas.
Il a publié le Catalogue de l'exposition bibliographique Miguel Hernández, préparé par Antonio Odriozola, de douze pages.
Les présidents de l'Athénée ont été les suivants : Alfonso Zulueta de Haz, Antonio Alonso, Juan Vidal, Jesús Díaz Bustelo, Carlos Osorio, Antón Louro, Carlota Román García. Son président actuel est Xaime Toxo.

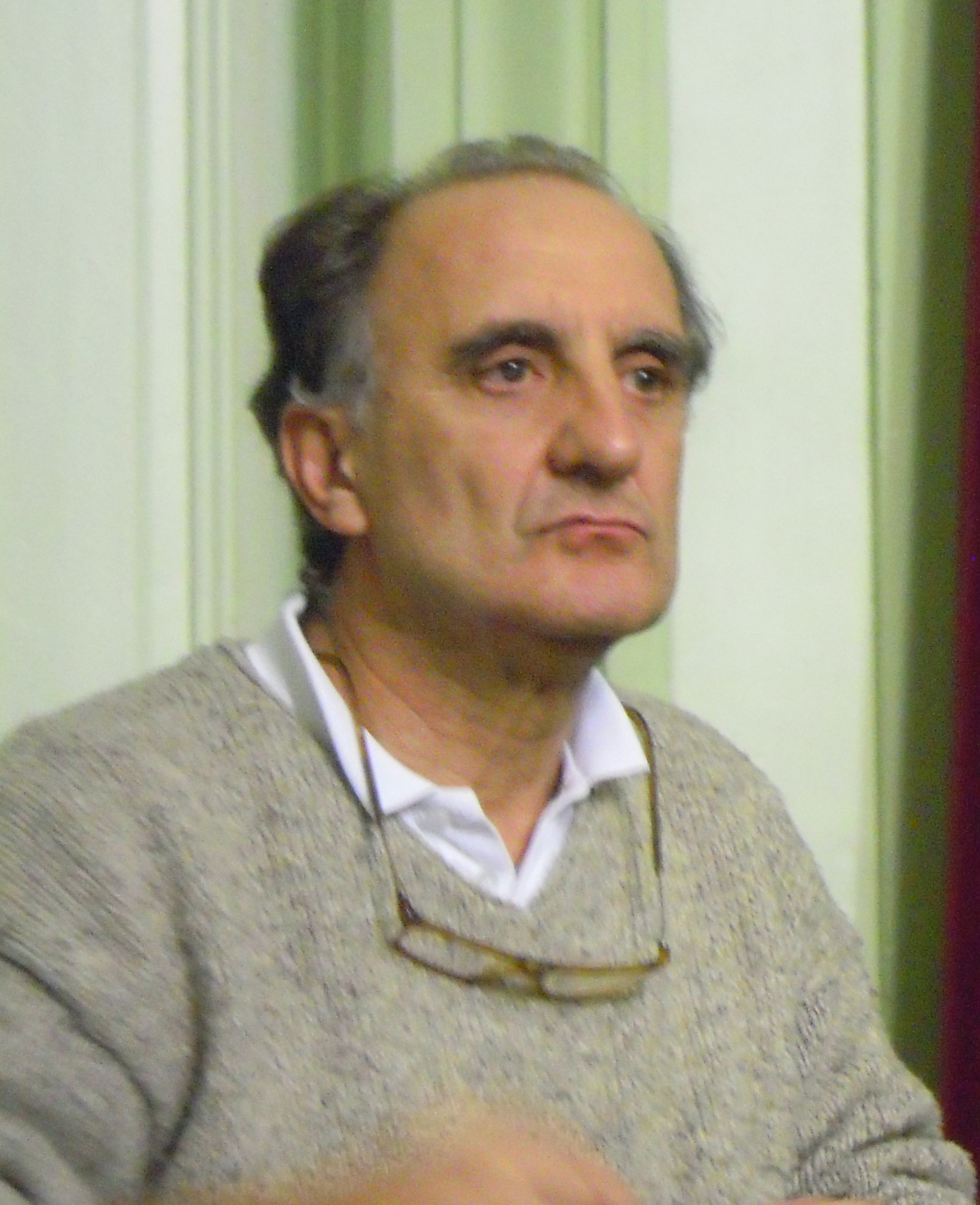
Xaime Toxo.

## Caractéristiques
C'est le premier Athénée de Galice et il est voué à la promotion de différentes activités culturelles. Il y a une liberté de discussion et une indépendance des critères.
L'Athénée et la Mairie de Pontevedra sont convenues de collaborer pour rendre hommage, annuellement ou semestriellement, à une figure de l'architecture, de l'urbanisme ou des beaux-arts, qui a contribué de manière décisive au prestige ou au développement de la ville.
L'idée est de donner une continuité à l'héritage d' Alejandro Rodríguez-Sesmero chez les personnes (vivantes ou décédées) qui après lui ont également contribué en faveur d'une ville meilleure.
Ce projet sous le nom Mémorial Sesmero a lieu en octobre et a commencé à avoir lieu en 2014. Le programme comprend des conférences, des expositions et des visites sur le travail d'une personne importante qui a travaillé ou vécu à la fois à Pontevedra et à l'étranger et qui a été reconnue comme une référence dans les domaines de l'urbanisme, de l'architecture, de l'aménagement paysager et des beaux-arts.

## Voir également